# سن لئوناردو
سن لئوناردو (به ایتالیایی: San Leonardo) یک کومونه در ایتالیا است که در استان اودینه واقع شده‌است.

## خصوصیات
سن لئوناردو ۲۷٫۰ کیلومترمربع مساحت و ۱٬۱۶۹ نفر جمعیت دارد و ۱۶۸ متر بالاتر از سطح دریا واقع شده‌است.

## نگارخانه

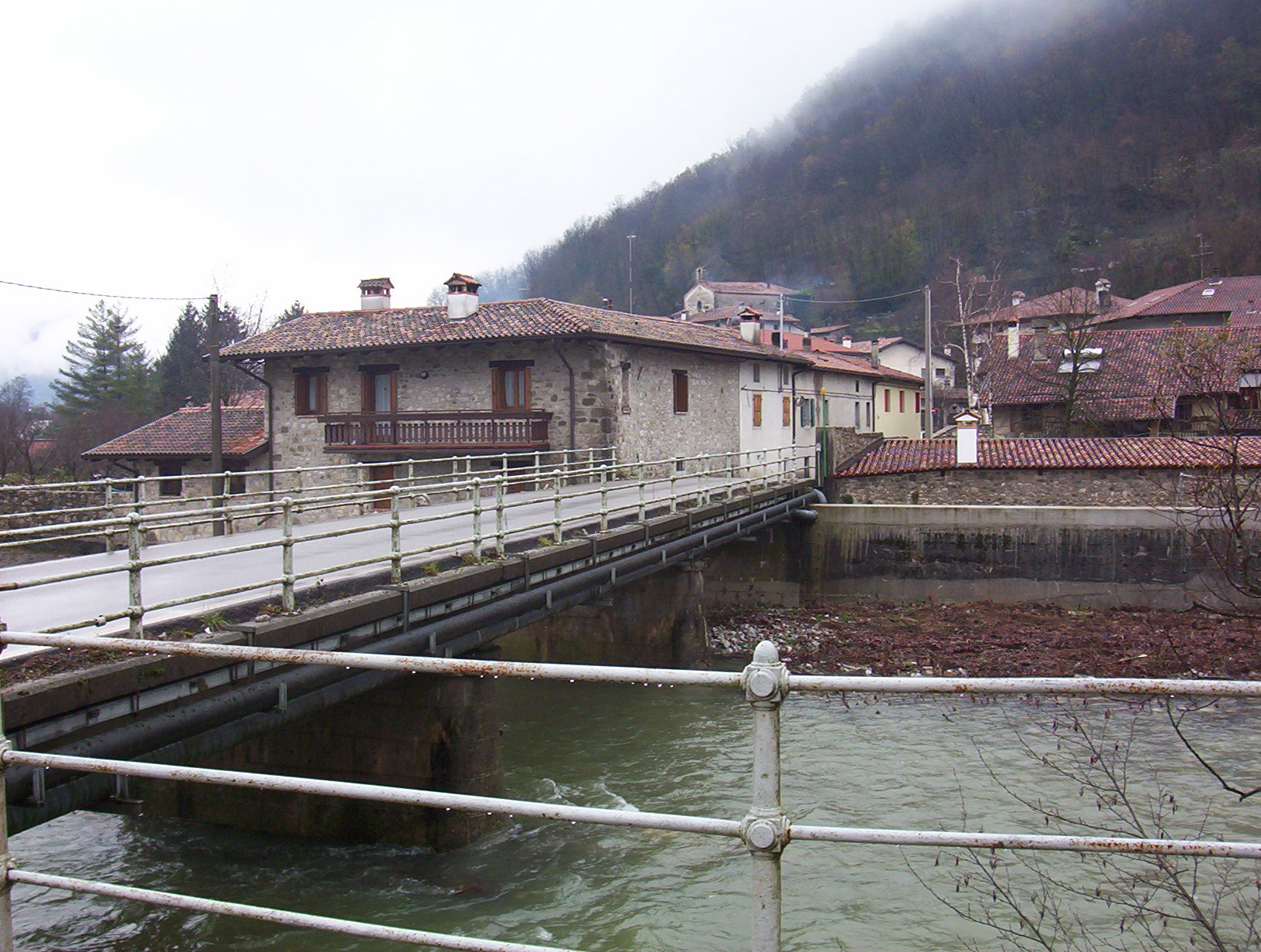